# Zgórze (Mazovie)
Pour les articles homonymes, voir Zgórze.
Zgórze (prononciation : [ˈzɡuʐɛ]) est un village polonais de la gmina de Miastków Kościelny dans le powiat de Garwolin de la voïvodie de Mazovie dans le centre-est de la Pologne.
Il se situe à environ 6 kilomètres à l'ouest de Miastków Kościelny (siège de la gmina), 9 kilomètres à l'est de Garwolin (siège du powiat) et à 63 kilomètres au sud-est de Varsovie (capitale de la Pologne).

## Histoire
De 1975 à 1998, le village appartenait administrativement à la voïvodie de Siedlce.